# Malcolm Young
Malcolm Mitchell Young (Glasgow, 6 januari 1953 – Sydney, 18 november 2017) was een in Schotland geboren Australisch gitarist. Hij was mede-oprichter van de groep AC/DC en de oudere broer van mede-bandlid Angus Young.

## Biografie
Young werd in Schotland geboren en verhuisde samen met zijn familie naar Sydney, Australië toen hij tien jaar was. Na zijn middelbareschooltijd begon hij in bands te spelen. Begin jaren 70 richtte hij de groep Velvet Underground op (niet te verwarren met de gelijknamige Amerikaanse band). Opmerkelijk feit was overigens dat in Youngs Velvet Underground een zanger zat met de naam Brian Johnson, een naamgenoot van de latere zanger van AC/DC. In 1973 besloot hij met zijn broer Angus de groep AC/DC te beginnen.
Malcolm speelde op de eerste albums af en toe solopartijen maar besloot dit al snel aan Angus over te laten. Hij droeg de meeste ideeën voor het songmateriaal aan en AC/DC is feitelijk altijd Malcolms band geweest.
In 1988 werd hij voor het Amerikaanse deel van de Blow Up Your Video-tournee tijdelijk vervangen door zijn neef Stevie Young om van een alcoholverslaving af te komen. Het gerucht gaat dat het publiek vaak niet doorhad dat Stevie Young een vervanger was, omdat hij veel op Malcolm leek.
Young speelde voornamelijk op gitaren van het merk Gretsch. In het begin van zijn professionele carrière speelde hij incidenteel op andere gitaren. Zo bestaat er videomateriaal waarin hij een Telecaster bespeelt. Begin jaren 80 gebruikte hij een Gretsch White Falcon. Deze gitaar is onder andere te zien op de binnenhoes van het album For Those About To Rock (We Salute You) uit 1981. Toch bleef de Gretsch Jet Firebird zijn favoriete gitaar. De firma Gretsch eerde hem met een Malcolm Young Signature G6131MYF Duo Jet waarmee zijn unieke slaggitaargeluid gereproduceerd wordt. 
In september 2014 werd bekend dat hij aan dementie leed en opgenomen was in een verzorgingshuis. In de band werd hij vervangen door zijn neef Stevie Young, die hem 26 jaar eerder ook al verving. Malcolm Young overleed op zaterdag 18 november 2017 op 64-jarige leeftijd, enkele weken na zijn oudere broer George Young.
- Bibsys: 4082256
- Biblioteca Nacional de España: XX1545038
- Bibliothèque nationale de France: cb14044560r (data)
- Gemeinsame Normdatei: 134571681
- International Standard Name Identifier: 0000 0001 0785 0129
- Library of Congress Control Number: n78011841
- MusicBrainz: ea719716-da05-46f8-bbd5-cc5803db3d0e
- Nationale Bibliotheek van Tsjechië: xx0065787
- Nationale bibliotheek van Australië: 35295128
- Nationale Bibliotheek van Polen: a0000003559444
- Nederlandse Thesaurus van Auteursnamen: 186299249
- Trove: 497538
- Virtual International Authority File: 85728934
- WorldCat: E39PBJvhrFJfppMF4wwrPdKWXd

Angus Young · Malcolm Young · Cliff Williams · Brian Johnson · Phil Rudd

Bon Scott · Dave Evans · Peter Clack · Rob Bailey · Simon Wright · Chris Slade · Mark Evans